# Viktor Flessl
Viktor Flessl   (Braunau am Inn, 6 de novembre de 1898 - Breza, 18 de desembre de 1943) fou un remer austríac que va competir durant la dècada de 1920.
El 1928 va prendre part en els Jocs Olímpics d'Amsterdam, on disputà la prova del doble scull del programa de rem. Formant parella amb Leo Losert guanyà la medalla de bronze.
Va morir lluitant durant la Segona Guerra Mundial.